# Taima Taima

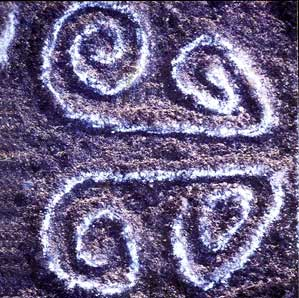
Petroglifo anterior a la cultura clovis en Taima Taima.

Taima Taima es un sitio arqueológico ubicado unos 20 kilómetros al este de Coro, en el estado de Falcón (Venezuela).
Fue investigado desde 1964 por Josep María Cruxent (1911-2005), Alan Bryan, Rodolfo Casamiquela, Ruth Gruhn y Claudio Ochsenius.
Tiene una antigüedad humana detectada de 14 200 a 12 980 años. Señala un antiguo poblamiento preclovis en América del Sur, que se utiliza como evidencia de la teoría del poblamiento temprano.
Entre los hallazgos de Cruxent se encuentra una pelvis de mastodonte atravesada por la punta de piedra de una lanza. Su fechamiento geológico y de carbono-14 coinciden en el 13 000 a. P. (11 000 a. C.).